# Eric Bana
Eric Bana (nome artístico de Eric Banadinović) (Melbourne, 9 de Agosto de 1968) é um ator australiano de cinema e televisão, filho de pai croata e mãe alemã. Ele começou sua carreira como comediante em Full Frontal antes de ganhar o reconhecimento crítico na cinebiografia "Chopper" (2000). Após atuar por mais de uma década na televisão australiana Bana ganhou a atenção dos olhos de Hollywood após atuar em filmes de sucesso de crítica.

## Biografia
Eric Bana nasceu Eric Banadinović, em Melbourne, em Victoria, o mais novo dos dois filhos, seu avó paterno se mudou para a Argentina ao final da Segunda Guerra Mundial.
Dono de um humor muito peculiar, que contrasta com seus filmes no início de sua carreira, uma vez que iniciou fazendo produções violentas, tais como: "Chopper" (2000) e "Black Hawk Down" (2001).
Eric Bana tornou-se conhecido na Austrália, precisamente, por causa de humor: em 1993 assumiu o papel de escritor e ator na série "Full Frontal"; em 1997 co-produziu o programa The Eric Bana Show; em 2000 estreia no filme Something in the air, para a TV australiana, passo importante para o lançamento da sua carreira para outros horizontes.
O grande desafio da sua carreira foi interpretar a papel de Marke Chopper Read, em "Chopper"; para este filme teve que engordar treze quilos e tatuar o seu corpo, de modo a aproximar à sua personagem ao verdadeiro Read. Mais tarde, veio a integrar o elenco do filme "Black Hawk Down".
Em 2003, torna-se mais conhecido ao interpretar o Dr. Bruce Banner no filme "Hulk", famoso personagem das Historias em Quadrinhos da Marvel Comics. No mesmo ano também dá voz a Anchor, na Animação Finding Nemo.
Em 2004, participa do sucesso de bilheteria "Tróia". No filme Bana vive o papel de Heitor ao lado de outros nomes já conhecidos para os lados de Hollywood: Brad Pitt (Aquiles) e Orlando Bloom (Páris).
Foi um dos atores que estava cotado para o papel de James Bond após a saída de Pierce Brosnan.
Em 2005, Eric Bana foi uma surpresa ao participar no famoso e premiado filme de Steven Spielberg, "Munique", trama com a atuação de Daniel Craig e Geoffrey Rush. Esta foi aclamada sua melhor interpretação nos cinemas. O filme também causou grande polemica por parte da crítica cinematográfica, o filme fala dos acontecimentos a respeito do grupo terrorista Setembro negro e o Massacre nos Jogos Olímpicos de Verão de 1972 em Munique. O filme foi um sucesso de crítica, e foi nomeado para cinco Oscars em 2006.
Bana foi convidado em 2006 a integrar Academia de Artes e Ciências Cinematográficas. Em 2007, filmou com Drew Barrymore no filme "Lucky You", que conta a história de um jogador de profissional de pôquer.
Em 2008 Bana deu vida ao personagem de Henrique VIII da Dinastia Tudor da Inglaterra no filme "The Other Boleyn Girl", inicialmente o filme foi baseado na obra literária A Irmã de Ana Bolena, de Philippa Gregory. O filme contou com a atuação de Natalie Portman como Ana Bolena e Scarlett Johansson, como a amante de Henrique e irmã de Ana, Maria Bolena.
Em 2009, interpretou o vilão Nero, em "Star Trek", um romulano "muito perturbado", segundo palavras do "velho" Spock.
Bana é membro de projetos de caridade para jovens sem-teto, Youth Off The Streets. Em 2008 ele apareceu com o padre Chris Riley em uma propaganda para apoiar apelo anual da organização.

## Filmografia

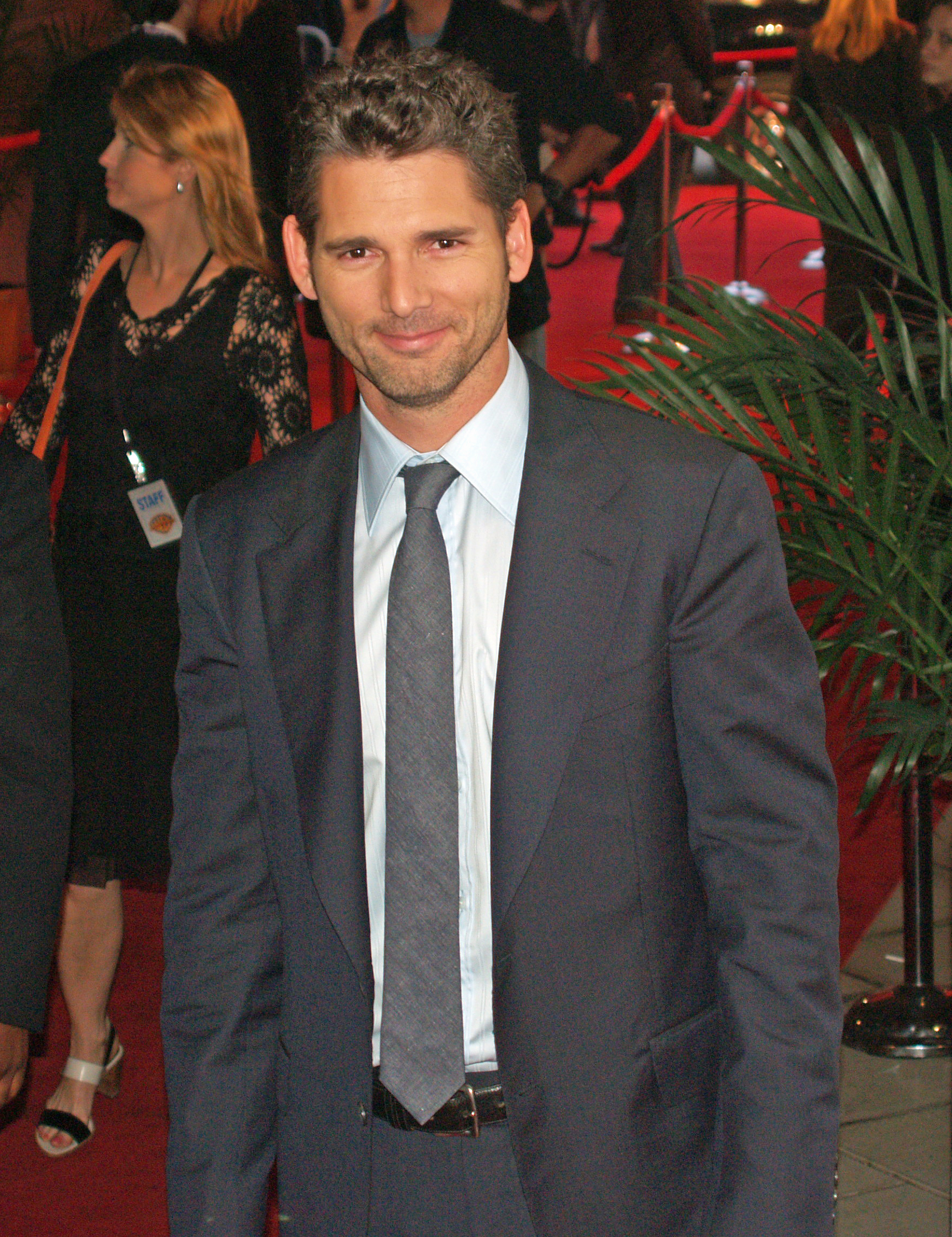
Eric Bana em Maio de 2007

| Ano  | Nome                             | Personagens                 |
| ---- | -------------------------------- | --------------------------- |
| 1997 | The Castle                       | Con Petropoulous            |
| 2000 | Chopper                          | Chopper Read                |
| 2001 | Black Hawk Down                  | Norm "Hoot" Gibson          |
| 2002 | The Nugget                       | Lotto                       |
| 2003 | Finding Nemo                     | Anchor (Voz)                |
| 2003 | Hulk                             | Hulk/Bruce Banner           |
| 2004 | Troy                             | Heitor                      |
| 2005 | Munique                          | Avner Kaufman               |
| 2007 | Lucky You                        | Huck Cheever                |
| 2007 | Romulus, My Father               | Romulus                     |
| 2008 | The Other Boleyn Girl            | Henrique VIII de Inglaterra |
| 2009 | Mary and Max                     | Damien (Voz)                |
| 2009 | Love the Beast                   | Ele Mesmo                   |
| 2009 | Star Trek                        | Nero                        |
| 2009 | The Time Traveler's Wife         | Henry DeTamble              |
| 2009 | Funny People                     | Clarke                      |
| 2011 | Hanna                            | Erik Heller                 |
| 2012 | Deadfall                         | Addison                     |
| 2013 | Closed Circuit                   | Martin Rose                 |
| 2013 | Lone Survivor                    | Erik S. Kristensen          |
| 2014 | Livrai-nos do Mal                | Ralph Sarchie               |
| 2016 | Horas Decisivas                  | Daniel Cluff                |
| 2016 | Special Correspondents           | Frank Bonneville            |
| 2016 | The Secret Scripture (filme)     | Dr.William Grene            |
| 2017 | King Arthur: Legend of the Sword | Uther Pendragon             |
| 2018 | Dirty John                       | John Meehan                 |
| 2019 | The Dry                          | Aaron Falk                  |